# Szegedy Ignác (zalai alispán)

A mezőszegedi Szegedy család címere

Mezőszegedi Szegedy Ignác (Pápa, 1736. január 24. – Ötvös, Zala vármegye, 1796. szeptember 16.), királyi tanácsos, Zala vármegye alispánja, földbirtokos,  Vas- és Zala megyék táblabírája.

## Családja és származása
A római katolikus nemesi mezőszegedi Szegedy család sarja. Apja mezőszegedi Szegedy Ferenc, Veszprém vármegye alispánja, királyi táblai ülnök, földbirtokos, anyja medgyesi Somogyi Rozália volt. Apai nagyszülei mezőszegedi Szegedy Pál, Vas vármegye alispánja, földbirtokos, és telekesi Török Katalin voltak. Anyai nagyszülei medgyesi Somogyi Ádám, Veszprém vármegye alispánja, földbirtokos, kuruc ezredes, és vizeki Tallián Rózália (1692–1733) voltak. Anyai nagybátyjai: medgyesi Somogyi Ferenc (1717–1775), tábornok, földbirtokos, valamint medgyesi Somogyi Dániel (1720–1801), Szent Benedek-rendi pannonhalmi főapát. Apai nagynénjei: mezőszegedi Szegedy Mária, akinek a férje pallini Inkey János (†1747), Zala vármegye alispánja, földbirtokos, valamint mezőszegedi Szegedy Judit, akinek a férje tolnai Festetics Kristóf (1696–1768), nagybirtokos, Somogy vármegye alispánja, országgyűlési követ, aranysarkantyús lovag.

## Élete
1781. szeptember 24.-étől Zala vármegye első alispánja. II. József magyar király 1785. március 1.-jei dátummal felfüggesztette a megyék élén lévő főispánokat, egyidejűleg eddigi fizetésük folyósítását is megtiltotta a vármegyéknek, és ezzel kezdte a vármegyereformját. Zala megye, és egyben a zágrábi kerület élére július 1.-jétől kezdődően Balassa Ferenc grófot nevezte ki, akit a közgyűlés ez év július 18.-án iktatott be hivatalába. Ugyanaznap, 1785. július 18.-án Szegedy Ignác lelépett az első alispáni posztjáról, és helyébe lépett nozdroviczki Nozdroviczky János, aki 1790. április 7.-éig, azaz a jozefinista korszak végéig töltötte be a tisztséget; a zalai másodalispáni hivatalt pedig Vida József vette át. A jozefinizmus alatt a közigazgatás és az igazságszolgáltatás elkülönültek; addig a vármegye alispánja elnökölt a sedrián (ítélőszéken), azonban a császár két újabb 1786 november 30. és 1787. július 19.-ei rendeleteivel beteljesedett közigazgatás és a jogszolgáltatás szétválasztása; Zalában boldogfai Farkas Jánost (1741–1788), az addigi vármegyei főjegyzőt, a Zala vármegyei Ítélőszék elnökévé nevezték ki ("Inclyti Sedis Iudiciaria Comitatus Szaladiensis Praeses"), és ezzel a vármegye legmagasabb igazságügyi hivatalt ő töltötte be a közigazgatással foglalkozó nozdroviczki Nozdroviczky János alispán mellett. 
Szegedy Ignác 1785-től visszavonultan élt az ötvösi birtokán ahol 1796. szeptember 16.-án 60 évesen hunyt el.

## Házassága és gyermekei

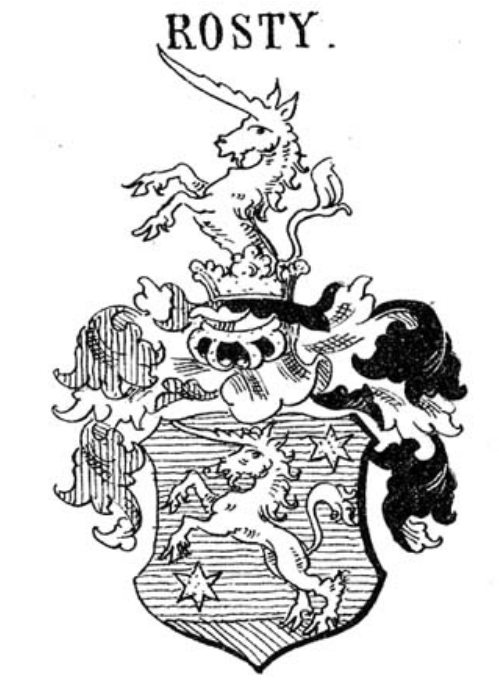
A barkóczi Rosty család címere

1773. június 26.-án feleségül vette Kámon az előkelő és jómódú római katolikus dunántúli nemesi barkóczi Rosty családból származó barkóczi Rosty Katalin Rozália (Ják, 1753. augusztus 30.–Ötvös, 1787. október 10.) kisasszonyt, akinek a szülei barkóczi Rosty Ferenc (1718-1790), királyi tanácsos, vasi alispán, és bajáki Bajáky Katalin (1726-1782) voltak. A menyasszony apai nagyszülei barkóczi Rosty László (fl. 1710-1730) vasi főszolgabíró, földbirtokos, és a zalalövői Csapody családból való zalalövői Csapody Mária (fl. 1710-1714) úrnő voltak; az apai dédszülei zalalövői Csapody István (†1703), győri lovas alparancsnok, a lövői várkapitány, és az ősrégi és tekintélyes osztopányi Perneszy családból való Perneszy Zsófia (fl. 1651–1702) voltak. A menyasszony nagyai nagyszülei bajáki Bajáky Mihály (1671-1734) vasi főszolgabíró, földbirtokos és niczki Niczky Mária (1698-1759) voltak. Szegedy Ignácné Rosty Katalin fivére barkóczi Rosty Pál (1745–1810), táblabíró, főhadnagy, földbirtokos, aki elítélt magyar jakobinus volt. Szegedy Ignác és Rosty Katalin házasságából született:
- mezőszegedi Szegedy Róza (*Kám, Vas vármegye, 1774. április 6. – Sümeg, 1832. május 18.).[9] Férje, Kisfaludi Kisfaludy Sándor Ignác Mihály (Sümeg, 1772. szeptember 27. – Sümeg, 1844. október 28.) magyar költő, császári katonatiszt. A Magyar Tudományos Akadémia tiszteleti és a Kisfaludy Társaság rendes tagja.
- mezőszegedi Szegedy János Ferenc Ignác István (*Ötvös, 1775. április 28.–†?)
- mezőszegedi Szegedy Julianna Mária Anna Katalin Ágnes (*Ötvös, 1777. április 9.–†?)
- mezőszegedi Szegedy Mária Anna "Antónia" Ágnes Walburga (*Kám, 1782. április 6.–†Gógánfa, 1842. október 22.). Férje: bezerédi Bezerédj György István (Vámoscsalád, 1779. augusztus 22. – Kissennye, 1863. szeptember 23.) jogász, alnádor, királyi tanácsos, a kőszegi kerületi tábla elnöke.
- mezőszegedi Szegedy János József Xavér Pál Habakuk (*Ötvös, 1784. január 16.–†Ötvös, 1786. szeptember 13.)
- mezőszegedi Szegedy Katalin Anna Mária Borbála Judit (*Ötvös, 1785. január 20.–†Veszprém, 1812. december 1.). Férje: báró Taxis Pál, tábornok.
- mezőszegedi Szegedy Ferenc Xávér Antal Ignác Péter Pál (*Ötvös, 1786. március 3. – Bécs, Ausztria, 1848. május 24.), zalai alispán. Nőtlen
- mezőszegedi Szegedy Vince (*Ötvös, 1787. október 2.–†Ötvös, 1787. október 3.)